# Sical de Taczanowski
El sical de Taczanowski (Sicalis taczanowskii) és un ocell de la família dels tràupids (Thraupidae).

## Hàbitat i distribució
Habita zones àrides amb herba i zones rocoses a les terres baixes del vessant del Pacífic del sud-oest d'Equador i nord-oest del Perú.